# Микола Хвильовий
Мико́ла Хвильови́й (справжнє ім'я — Фітільов Микола Григорович; літературні псевдоніми — Юлія Уманець, Стефан Кароль, Дядько Микола) (1 [13] грудня 1893, Тростянець, Охтирський повіт Харківської губернії — 13 травня 1933, Харків) — український прозаїк, поет, публіцист, політичний діяч, один з основоположників пореволюційної української прози. Один з найвідоміших представників розстріляного відродження, ідейний натхненник гасла «Геть від Москви!».

## Життєпис
Народився в селищі Тростянець на Харківщині (нині Сумська область, Україна, тоді Охтирський повіт, Харківська губернія, Російська імперія) у родині вчителів.
Батько, Григорій Олексійович Фітільов, був із дворян, у повсякденний час, як писав сам Хвильовий рос. «в высшей степени безалаберным человеком» і п'яницею. Розмовляв російською, і саме завдяки йому хлопець «рано перечитав російських класиків, добре познайомився із зарубіжними — Дікенсом, Гюґо, Флобером, Гофманом».
Навчався у початковій школі в селі Колонтаєві, де вчителювала його мати, Єлизавета Іванівна (до шлюбу Тарасенко), потім продовжив навчання в Охтирській чоловічій гімназії, яку був змушений залишити через участь у «так званому українському революційному гуртку», а згодом в Богодухівській гімназії, звідки був виключений за зв'язки з соціалістами під час революційних заворушень.
Підлітком мандрував у пошуках заробітку Донбасом і півднем України. Пізніше працював слюсарем у ремісничій школі, у канцелярії волосної управи села Рублівки, брав участь у роботі місцевої «Просвіти». Від 1916 року — учасник Першої світової війни. Вишкіл в окопах війни, громадянська війна сформували в ньому переконаного більшовика. На чолі повстанського загону, який він організував наприкінці 1918 року на Харківщині, воював проти гетьманців, німців, дроздовців, армії УНР.

Микола Хвильовий

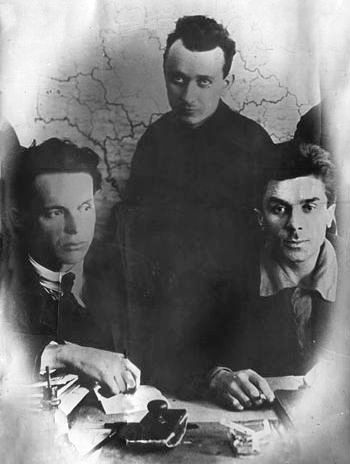
У редакції журналу «Всесвіт» (зліва): Олександр Довженко, Кость Гордієнко, Микола Хвильовий (Харків, 1925)

Микола Хвильовий (ліворуч) і Валер'ян Поліщук, 1920-ті рр.

У квітні 1919 року вступив до КП(б)У. Цього ж року одружився з учителькою Катериною Гащенко, вона йому народила дочку Іраїду, але цей шлюб швидко розпався через зраду з боку Хвильового.
На початку 1921 року їде «завойовувати» столицю — Харків. Працював слюсарем на заводі. Одружився з Юлією Уманцевою, яка мала дочку від першого шлюбу — Любов, її Хвильовий приймав як рідну і ніжно називав Любистком. Того ж року почав друкуватися в газетах і журналах, в альманахах «Штабель», «На сполох». Активно заявив про себе, як один із організаторів літературно-художнього життя, член-засновник багатьох тогочасних літературних організацій: спочатку «Гарт» (1923); саме в нього зародилась ідея створення напівофіційної студії «Урбіно», що збиралась у нього ж на квартирі і була прообразом ВАПЛІТЕ (1924); потім були ВАПЛІТЕ (1926) (віцепрезидент), ВУСПП (1927), «Пролітфронт» (1930).
У 1920-ті роки повністю підтримував і впроваджував у життя політику «українізації», виступав проти русифікаційного і «просвітянського» векторів розвитку української радянської культури. 1925 року в газеті «Культура і побут», редактором якої був Василь Еллан-Блакитний, Хвильовий опублікував статтю «Про „сатану в бочці“, або про графоманів, спекулянтів та інших просвітян», якою фактично зініціював літературну дискусію 1925—1928 років. До кінця 1925 року опублікував книгу памфлетів під назвою «Камо грядеши?», а в 1926 — «Думки проти течії»; того ж року в газеті «Культура і побут», додатку до газети «Вісті ВУЦВК», надрукував наступну серію памфлетів «Апологети писаризму». Своєрідним продовженням цих памфлетів стала знаменита стаття «Україна чи Малоросія?», яка, однак, за життя автора так і не з'явилася друком. У цих творах автор висловив вимогу перед новою українською літературою припинити наслідувати Москву й орієнтуватися на «психологічну Європу». Вважав, що на зміну провідній ролі Європи в культурному процесі має прийти «євразійський Ренесанс», у якому провідну роль відводив новій українській культурі.
З позицією Хвильового солідаризувались українські націонал-комуністи, літературна група «неокласиків» на чолі з Миколою Зеровим та широкі кола національно свідомої української інтелігенції. Влітку 1926 року, у розпал літературної дискусії, з'явилася друком перша частина роману «Вальдшнепи», де його персонажі, так само невтомно полемізуючи, дошукуються відповідей на найгостріші питання доби, порушують болючі проблеми національного буття, національно-культурного відродження України, осмислюючи непрості уроки революції. Проте саме ці роздуми зазнали нищівної критики. Незважаючи на це, Хвильовий пристрасно заперечував так званий масовізм, профанацію мистецтва, зведення його до ролі ідеологічного обслуговування партійної й державної політики, наголошував на необхідності позбутися залежності від «російського диригента», адже для більшості тогочасних літераторів було властиве намагання копіювати готові форми і художні засоби російської літератури. Хвильовий вважав таке безглузде копіюванням раболіпством, яке ніколи не дасть справді високохудожнього твору.
|  | Перед нами стоїть таке питання: на яку зі світових літератур взяти курс? В будь-якому випадку, не на російську. Від російської літератури, від її стихії українська поезія повинна втікати як можна швидше. Справа в тому, що російська література віками тяжіє над нами, як хазяїн положення, який привчив психіку до рабського наслідування. Українське суспільство, зміцнівши, не примириться зі своїм фактичним гегемоном — російським конкурентом. Ми повинні негайно стати на сторону молодого українського суспільства, яке втілює не лише селянина, але і робітника, і цим назавжди покінчити з контрреволюційною ідеєю створювати на Україні російську культуру. Європа — це досвід багатьох віків. Це не та Європа, якій Шпенглер оголосив «присмерк», не та, що гниє, і до якої вся наша ненависть. Це — Європа грандіозної цивілізації, Європа — Гете, Дарвіна, Байрона, Ньютона, Маркса і т. д. Це та Європа, без якої не обійдуться перші фаланги азійського ренесансу. |

Михайло Жук. Портрет Миколи Хвильового (1925)

Микола Хвильовий намагався розтлумачити зміст висунутих ним закликів і гасел («Геть від Москви!», «До психологічної Європи», «Азіатський ренесанс»), пояснював опонентам, що зовсім не закликає до розриву політичного і економічного союзу з Радянською Росією. Однак дискусія набрала політичного звучання, тож культурологічні проблеми опоненти вже не брали до уваги. Його критикувала радянська влада. У листі «Тов. Кагановичу та іншим членам ПБ ЦК ВКП(б)У» від 26 квітня 1926 року Й. Сталін вказав на виступи Хвильового як прояви поширення антиросійських настроїв в Україні. Лист став сигналом для гострої критики з боку московського та республіканського керівництва (виступи та статті Л. Кагановича, А. Хвилі, В. Чубаря, Г. Петровського). Разом з О. Шумським і М. Волобуєвим був трактований як провідний ідеолог однієї з трьох течій «націонал-ухильництва» всередині комуністичної партії («хвильовізму», «шумськізму» і «волобуєвщини»). Намагаючись врятувати ВАПЛІТЕ від розпуску, Хвильовий в 1926—1928 роках змушений був публічно засудити свої погляди та відмовитися від них. 1927 року працівники ГПУ УСРР заводять справу-формуляр С-183, починається стеження за діяльністю Хвильового.
|                    | Хвильовий — це певна сукупність рис, це озброєний ворог, це поза всім іншим розгорнений націоналізм, це явище, що має свою вагу і тим дуже небезпечне. |
| — Станіслав Косіор | |

У грудні 1927 — березні 1928 року Хвильовий перебував у Берліні та Відні на лікуванні й активно знайомився з досягненнями європейської культури, працював у плані популяризації української літератури за межами України. Під час перебування в Берліні та Відні Хвильовий веде активне листування з Аркадієм Любченком, з якого видно, що німецька культура справила на письменника надзвичайне враження. У листі Любченку від 16 грудня 1927 року він пише, що «подивитись є що. Це свідчить хоч би той же Берлін, що в ньому я живу уже кілька днів». У наступній кореспонденції Хвильовий рекомендує Любченку, як і всім «ваплітянам», відвідати Європу, при цьому наголошує, що «в Німеччину обов'язково треба завітати, а далі вже Італія, Франція…» В одному з листів зі столиці Австрії від 2 березня 1928 року Хвильовий цікавиться у свого адресата: «Як справа з перекладами на німецьку мову? За всяку ціну ми мусимо вивести нашу літературу на широку європейську арену. Словом, треба мужатись — наше „впереді“».
У січні 1928 року, перед поверненням до України, у листі до газети «Комуніст» він вимушено засудив своє гасло «Геть від Москви!». Після повернення продовжував втілювати попередню ідеологічну орієнтацію ВАПЛІТЕ у створених ним журналах «Літературний ярмарок» (1928—1930) та «Пролітфронт» (1930—1931). Після закриття обох журналів пробував писати, дотримуючись «партійної лінії», однак був майже цілком ізольований від літературного життя радянським режимом.

### Загибель

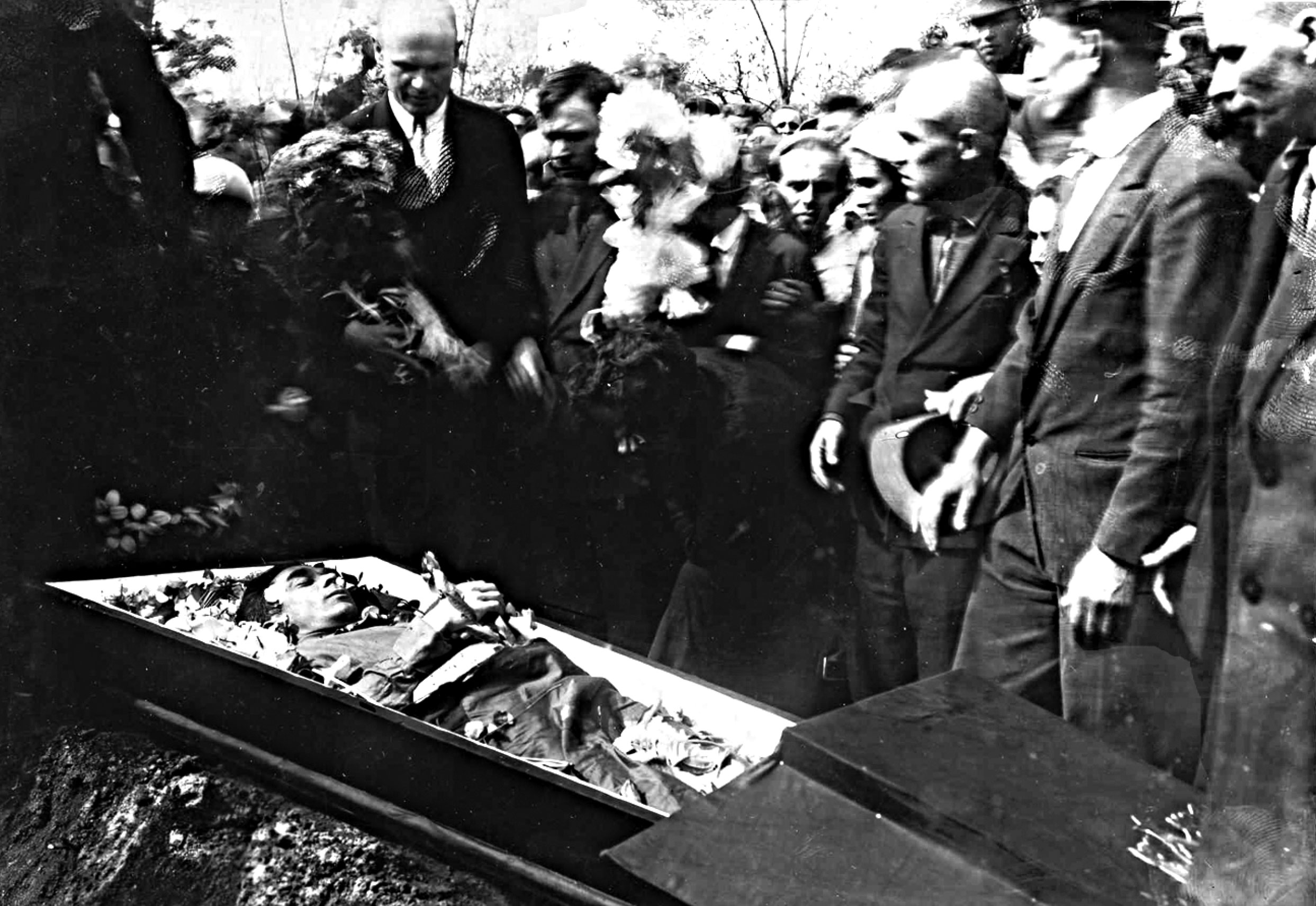
Похорон Миколи Хвильового (15 травня 1933 рок)у

Навесні 1933 року письменник разом з Аркадієм Любченком побував на Полтавщині, де на власні очі бачив трагедію Голодомору. З цієї подорожі повернувся фізично й морально розбитим. В атмосфері шаленого цькування, можливо, передчуваючи наближення тотального терору, після арешту свого приятеля письменника Михайла Ялового на знак протесту проти початку масових репресій проти української творчої інтелігенції 13 травня 1933 року в Харкові, у будинку письменників «Слово», покінчив життя самогубством. Смерть Хвильового стала символом краху ідеології українського націонал-комунізму й кінця українського національного відродження 1920–1930-х років. Твори та ім'я Хвильового залишалися забороненими аж до останніх років існування тоталітарного режиму в Україні.
|                          | Істинно: Хвильовий. Сам хвилюється і нас усіх хвилює, п'янить і непокоїть, дратує, знесилює і полонить. Аскет і фанатик, жорсткий до себе і до інших, хворобливо вражливий і гордий, недоторканий і суворий, а часом — ніжний і сором'язливий, химерник і характерник, залюблений у слово, у форму, мрійник. |
| — Володимир Коряк, 1923. | |

## Творчість

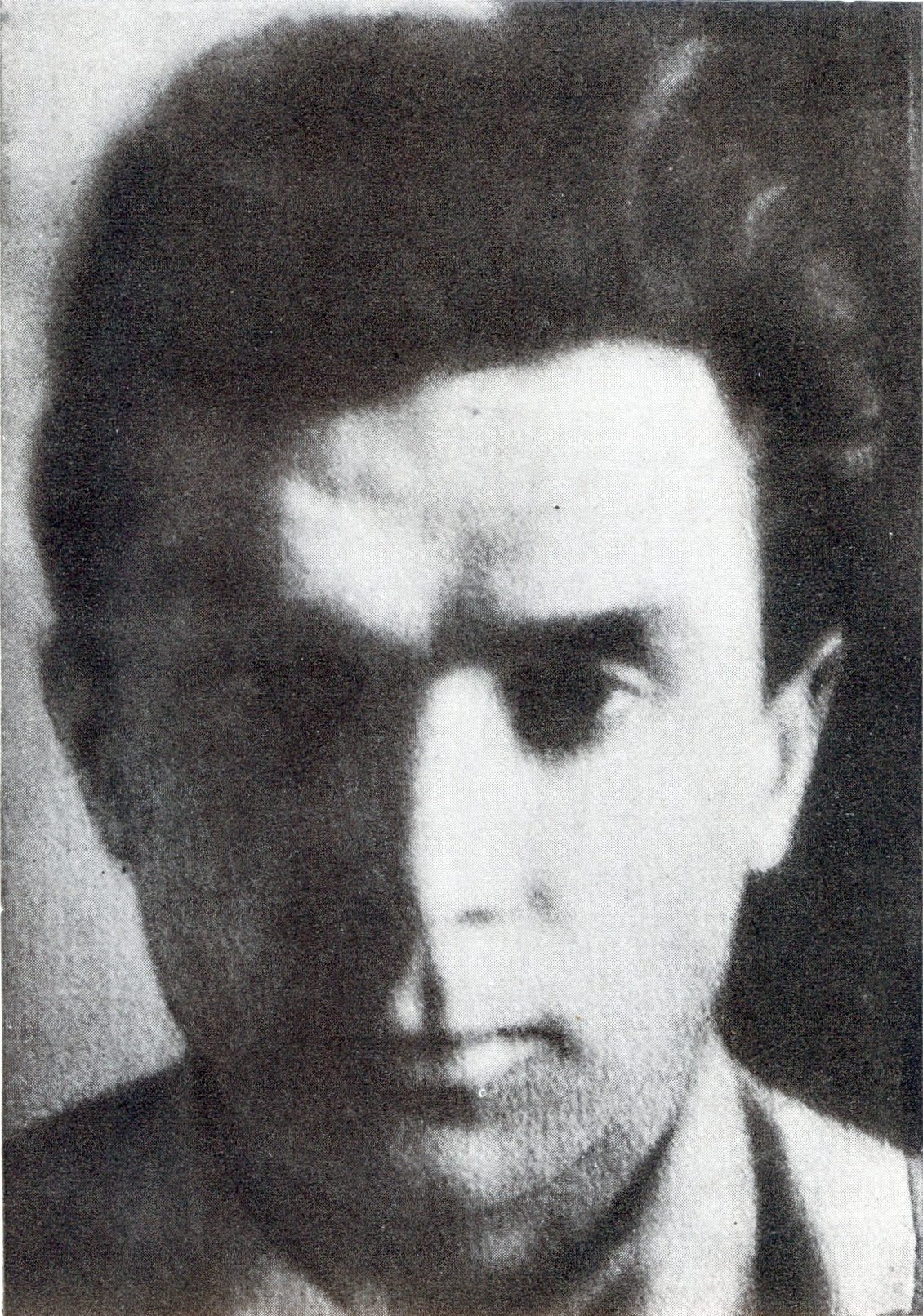
Микола Хвильовий

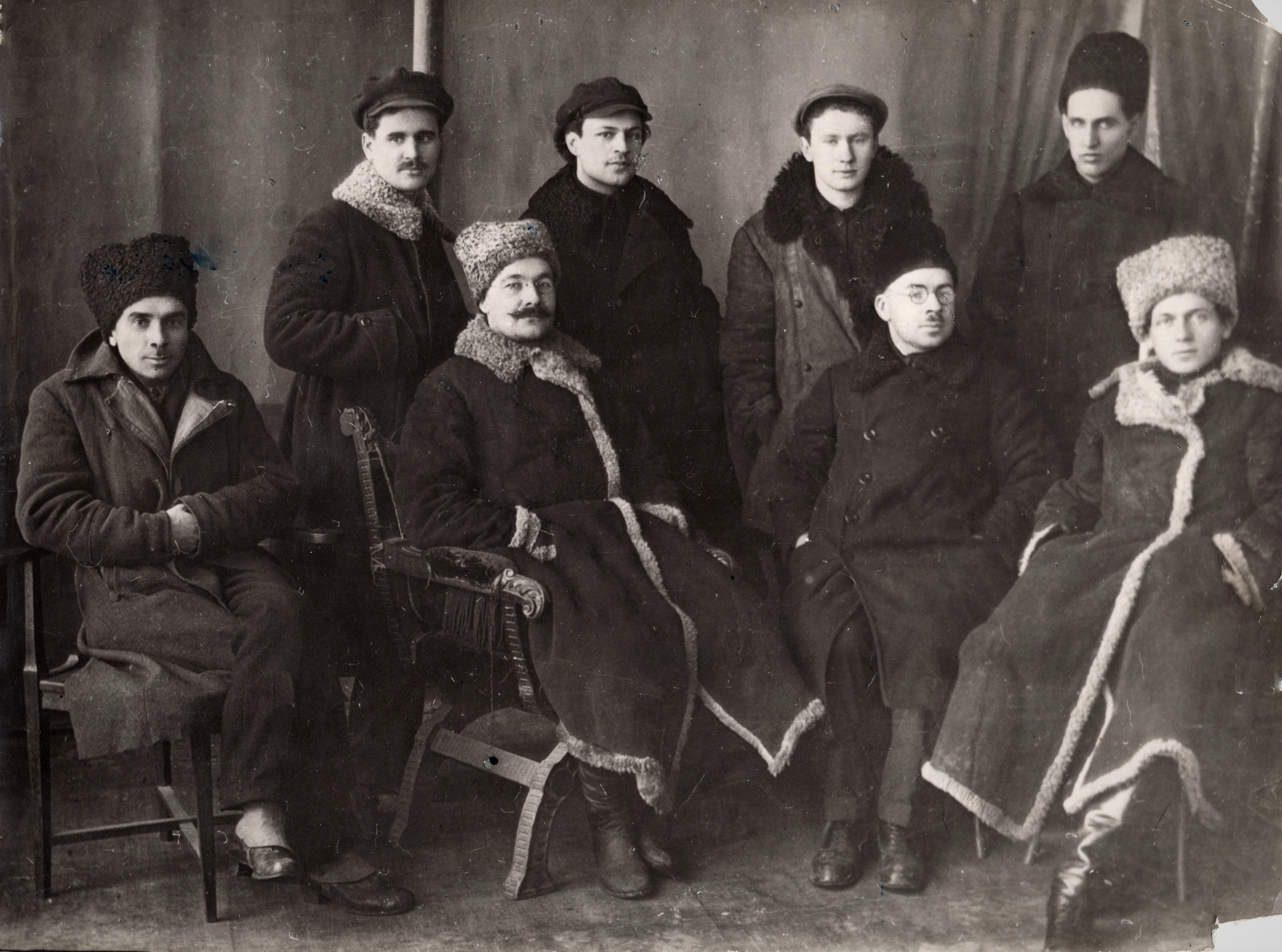
Делегати Першої Всесоюзної конференції Асоціації пролетарських письменників СРСР, представники України та Білорусі. Зліва-направо, сидять: Микола Хвильовий, Сергій Пилипенко, Цішка Гартний, Адам Бабарека. Стоять: Григорій Епік, Міхась Чарот, Анатоль Вольний, Микола Христовий. Москва, 6 січня 1925 р.

Перший вірш Миколи Хвильового «Я тепер покохав город» був надрукований у Харкові в 1919 році. 1921 року побачили світ поема «В електричний вік» та поетична збірка «Молодість», наступного року — «Досвітні симфонії». Позначені впливами романтизму та імпресіонізму, вони дістали досить високу оцінку тогочасних літературознавців (Сергій Єфремов, Олександр Дорошкевич). Проте якнайповніше свій талант Хвильовий розкрив в жанрі новели чи оповідання (переважно короткого, з виразним лірико-романтичним чи імпресіоністичним забарвленням).
Збірка його прозових творів «Сині етюди» (1923) стала якісно новим етапом у розвитку тогочасної української літератури, відкрила для неї нові естетичні обрії. Зокрема академік Олександр Білецький у відомій статті «Про прозу взагалі та про нашу прозу 1925 року», опублікованій 1926 у числі 4 журналу «Червоний шлях», назвав Хвильового «основоположником справжньої нової української прози». Новели прозаїка приваблювали не лише тематичною злободенністю, а й стильовою, мистецькою самобутністю, засвідчували утвердження нової манери письма. Виражальність у його ранніх творах відчутно переважала над зображальністю, це була проза музична, ритмізована, навіть незрідка алітералізована, з потужним ліричним струменем. Роль сюжету тут дуже незначна, композиція досить хаотична. Послаблення структурних зв'язків на композиційному рівні натомість врівноважується ритмічною організацією тексту, введенням наскрізних лейтмотивів, виразних символічних деталей. Письменник був неперевершеним майстром у передачі безпосередніх вражень, миттєвих настроїв через предметну чи пейзажну деталь, через ланцюг асоціацій.
Загалом у творчій еволюції письменника можна досить чітко виділити два етапи. Перший — це романтична, лірико-імпресіоністична, переважно безсюжетна проза. Другий, початок якого можна датувати приблизно 1926—1927 роками, це період поступового переходу до врівноваженішої конкретно-реалістичної манери письма, опанування майстерністю сюжетобудови у великих прозових формах, а водночас і посилення іронічних, сатиричних інтонацій. Еволюція письменника була непростою, романтичний пафос поступово заступали викривально-сатиричні мотиви, на зміну гімнам революції приходив тверезий аналіз реальної дійсності.
Упродовж усього творчого шляху письменника однією з найважливіших для нього була проблема розбіжності мрії і дійсності. Основним композиційним принципом таких новел як «Синій листопад», «Арабески», «Дорога й ластівка» та ін. є бінарне протиставлення сцен реальних і вимріяних, романтичних злетів та реальних приземлень. Романтично забарвлені герої Хвильового найчастіше вступають у гострий конфлікт із своїм часом, його одновимірною буденністю. Редактор Карк — головний герой однойменної новели — лише в своїх мріях повертається до часу національної революції, коли світ існував ще в своїй цілісності, не розірваним між мрією та реальністю. Але його персонажі — це не лише жертви історії, часом вони самі, своїми діями спричиняють її трагедійність. Конфлікт гуманізму та фанатизму осмислюється тут у всій своїй повноті. Для чекіста — головного героя новели «Я (Романтика)» — такий конфлікт постає в особливій гостроті: в ім'я абстрактної ідеї, в ім'я доктрини він має власноруч розстріляти свою матір, але знищення іншої особистості — це водночас і знищення свого людського єства, в такій ситуації неминучого вибору перед героєм постає дилема: самознищення чи відродження людського, гуманістичного начала, відродження, найперше, в собі самому.
Центральною для Хвильового — полеміста та публіциста — була проблема історичного буття України, української культури. Заперечуючи москвофільські тенденції частини тогочасних літераторів, Хвильовий проголошував орієнтацію на Європу, на стилі та напрями європейського мистецтва. Цикли памфлетів Хвильового «Камо грядеши?», «Думки проти течії», «Апологети писаризму», полемічний трактат «Україна чи Малоросія?» сконденсували в собі все багатоманіття думок та ідейно-естетичних шукань періоду літературної дискусії в Україні (1925—1928). Ці публіцистичні твори, а також його роман «Вальдшнепи» (1927), викликали гостру реакцію вульгарно-соціологічної критики та партійних ортодоксів.
|                                                  | …і раптом… — побачив свого вчителя і натхненника! Ось на цім самім місці він стояв разом з другим. Низенький, сухорлявий, з великими очима, з широкими чорними бровами і смутний-смутний. Вони ждали на вінду, викликані, очевидно на черговий контроль до цієї установи, що хоч і не була культурно-мистецькою інституцією, але завідувала душами всіх митців і романтиків. Це був Микола Хвильовий. Бог, на якого Андрій молився з усіма своїми товаришами». (Йдеться про зустріч Багряного з Хвильовим під час першого арешту у будівлі НКВС на вулиці Совнаркомівській в Харкові). |
| — Із роману Івана Багряного «Сад Гетсиманський». | |

Залишаючи осторонь поезію, від якої письменник незабаром перейшов до прози, творчість М. Хвильового можна розділити на три періоди, а саме:
1921—1924 — час експерименту і пошуку, до якого належать безсюжетні романтичні, ліричні, побутові сатиричні етюди та оповідання «Життя» (Життя), «Кіт у чоботях» (Кіт у чоботях), «На глухий дорозі» (На глухім шляху), «Редактор Кларк», «Синій листопад», «Свиня», «Арабески», новела «Я».
1925—1930 — період творчої зрілості, затвердження стилю, теоретичного осмислення мистецтва і чіткої установки на сюжетність: сатиричні оповідання «Іван Іванович» і «Ревізор», соціально-психологічна новела «З Вариної біографії» (Із Варіноï біографіï), новела «Мати», повість «Санаторійна зона» (Повість про санаторійну зону) і роман «Вальдшнепи», полемічні памфлети «Камо грядеши?», «Україна чи Малоросія?».
1931—1933 — «період героїчного терпіння», період поразок, відступів і останніх спроб знайти місце в новому який складається мейнстрімі. Ряд критиків вважає, що після відмови від своїх поглядів в покаянних листах Хвильовий перестав існувати як письменник. Тоді Хвильовий намагався реабілітувати себе в очах партійного керівництва і відмежовується від хвильовізму. Письменник заплутався в небезпечній грі і програв в сутичці з керівництвом партії. Безвихідь привела до трагічного фіналу. Донцов вважав, що навіть якщо Хвильовий сам натиснув на спуск револьвера, зброю в його руку вклала Москва. До останнього етапу творчості відносяться «Мисливські оповідання» (письменник був завзятим мисливцем), «З лабораторії» (З лябораторіï), «Майбутні шахтарі» та інші.

## Родина
Батько — Фітільов Григорій Олексійович, вчитель. Мати — Єлисавета Іванівна Тарасенко, вчителька.
Мав брата Олександра і трьох сестер, яких звали Євгенія, Людмила та Валентина.
Від першого шлюбу з Катериною Гащенко (?-1967) у 1920 році народилася дочка — Іраїда. Після розлучення у 1922 році її удочерив новий чоловік Катерини — Дмитро Кривич. Після удочеріння — Іраїда Дмитрівна Кривич. Син — Віктор Михайлович, онук Миколи Хвильового.
У другому шлюбі із Юлією Уманцевою була пасербиця — Любов. Їй Хвильовий адресував одну із двох передсмертних записок.

## Твори

### Поезії
Молодість (1921)
- «О рудні, ваше свято…»
- Скляр
- «Не шкодуй, моя мила мати…»
- Весняне оповідання
- Після громовиці
- «Мліти в полум'ї вік, без кінця…»
- Сонячна вага
- Швець працює
- Що нам морок
- Біля коксової печі
- Молотки
- Іду я Додому
- В дощовитий день
- Уривки (I–II)
- На верхів'я

Досвітні симфонії (1922)
- Досвітні симфонії (I–II)
- Клавіатурте
- Тіні
- Ми
- «Подивись на крицю — потонули очі…»
- На цвинтарі
- Пам'яті Гната Михайличенка
- Смуток
- За обрієм зима
- Голод
- «Моя золота береза…»
- Павлові Тичині
- Народна пісня
- «Битими шляхами, побитими…»
- «На вулиці свято…»
- «У полі голосить мати…»
- «За зеленим гаєм…»
- «Слово „повстання“ таємне…»
- Тріолети (I–II)
- «Стовп… Стовпи…»
- «З одного боку посіпаки, продажники, кнурці…»
- Ах, як мертво
- «Коли куделить павутиння…»
- «…То диму молоко душа на жито точить…»
- «На мінори розсипалась мряка…»
- «Безмежно журнії оселі…»
- Блакитний мед
- «Через переліг й байрак темний…»
- «Підвівся день. Уперся в небо»
- «На кучугурах минулого…»
- «Я із жовтоблакиття перший…»

Окремі вірші
- Ex oriente lux
- Пісня з тракту
- На позиції
- Путь
- «Увечері проходжу по майданах…»
- «Поле. Шляхи. Могили…»
- Катеринка
- «Прийде сюди холодна, вечірня…»
- «У полі тиша — літній день»
- «Я тепер покохав город…»
- «Та невже ніколи не забуду…»
- Трамвайний лист (I—IV)
- Зелена туга (I—IV)
- «Співає тиша десь…»
- Арабески

Поеми
- В електричний вік (1921)
- Поема моєї сестри (1921)

### Оповідання й новели 1921—1923
- Вступна новела
- Життя
- Колонії, вілли…
- Редактор Карк
- Кіт у чоботях [Архівовано 26 березня 2018 у Wayback Machine.]
- Юрко
- На глухім шляху
- Солонський яр
- Силуети
- Шляхетне гніздо
- Синій листопад
- Чумаківська комуна
- На озера
- Бараки, що за містом
- Свиня (новела)
- Кімната ч. 2
- Легенда
- Заулок
- Елегія
- Дорога й ластівка
- Арабески

### Повісті, романи та оповідання 1923—1927
- Я (Романтика) (1924, текст онлайн)
- Пудель
- «Лілюлі»
- Повість про санаторійну зону (1924)
- Іраїда (1925) (початок роману опублікований у журналі «Життя й революція», текст роману знищений)
- Сентиментальна історія (1928)
- Мати (новела)(1927)[17]
- Із Вариної біографії [Архівовано 26 березня 2018 у Wayback Machine.]
- Наречений
- Бандити
- Злочин [Архівовано 26 березня 2018 у Wayback Machine.]
- Вальдшнепи (роман, незакінчений) (1927)
- Іван Іванович(1929)
- Сині етюди (1923)
- Осінь (1924)

### Памфлети, полемічні трактати, дискусійні статті
- Камо грядеши? (1925)
- «Ахтанабіль» сучасности (1925)
- «Соціологічний Еквівалент» (1927)
- Одвертий лист до Володимира Коряка (1927)
- Думки проти течії (1926)
- Апологети писаризму (1926)
- Україна чи Малоросія?
- Про «сатану в бочці», або про графоманів, спекулянтів та інших просвітян (1925)

## Видання творів
- Хвильовий М. Повне зібрання у 5 томах. — Т. 1. Поезії / упоряд., ред., прим. Р. Мельникова; передм. О. Солов‘я. 2018. — 256 с.
- Хвильовий М. Повне зібрання у 5 томах. — Т. 2. Етюди / упоряд., ред., прим. Р. Мельникова ; передм. В. Агеєвої. 2018. — 344 с.
- Хвильовий М. Повне зібрання у 5 томах. — Т. 3. Осінь / упоряд., ред., прим. Р. Мельникова ; передм. Ю. Безхутрого. 2019. — 360 с.
- Хвильовий М. Повне зібрання у 5 томах. — Т. 4. Твори 1927–1930-ті / упоряд., ред., прим. Р. Мельникова ; передм. В. Зенгви. 2019. — 424 с.
- Хвильовий М. Повне зібрання у 5 томах. — Т. 5. Публіцистика / упоряд., ред., прим. Р. Мельникова ; передм. Р. Мельникова. 2023. — 536 с.
- Твори. У 5-ти томах / заг. ред. Г. Костюка. — Нью-Йорк; Балтімор; Торонто: Укр. вид-во «Смолоскип» ім. В. Симоненка, 1978—1986.
- Сині етюди: Новели, оповідання, етюди / упор. і передм. І. Ф. Драча. — К. : Рад. письменник, 1989.
- Твори. У 2-х т. — К. : Дніпро, 1990.
- Сині етюди. — Львів: Каменяр, 1991.
- Україна чи Малоросія? Памфлети. — К. : Смолоскип, 1993.
- Хвильовий М. Санаторійна зона: повісті, оповідання, роман / Микола Хвильовий ; передм., комент. М. Г. Жулинського. — Харків: Фоліо, 2017. — 379 с. — (Шкільна бібліотека української та світової літератури). [Архівовано 21 вересня 2018 у Wayback Machine.]
- Хвильовий М. Бриґадир шостої: (з життя колгоспу «Спільна праця») / М. Хвильовий. — Харків ; Київ: Літ. і мистецтво, 1933. — 10 с. [Архівовано 21 вересня 2018 у Wayback Machine.]
- Хвильовий М. Із Варіної біографії / М. Хвильовий. — Укр. робітник. — 64 с. — (Масова бібліотека красного письменства). [Архівовано 26 березня 2018 у Wayback Machine.]
- Хвильовий М. В очереті / Микола Хвильовий. — 2-ге вид. — Харків: Держ. вид-во України, 1926. — 56 с. — (Бібліотека селянина. Серія красного письменства). [Архівовано 21 вересня 2018 у Wayback Machine.]
- Хвильовий М. Злочин / Микола Хвильовий. — 2-ге вид. — Харків: Держ. вид-во України, 1926. — 66 с. — (Бібліотека селянина. Серія красного письменства). [Архівовано 26 березня 2018 у Wayback Machine.]
- Хвильовий М. Г. Твори. Т. 1 : Етюди / М. Хвильовий. — Харків: Держ. літ. вид-во, 1927. — 337 с. [Архівовано 21 вересня 2018 у Wayback Machine.]
- Хвильовий М. Г. Твори. Т. 3 : Етюди / Микола Хвильовий. — Харків: Держ. вид-во України, 1930. — 328 с. [Архівовано 21 вересня 2018 у Wayback Machine.]
- Хвильовий М. Думки проти течії: памфлети / Микола Хвильовий. — Харків: Держ. вид-во України, 1926. — 123 с. [Архівовано 21 вересня 2018 у Wayback Machine.]
- Хвильовий М. Камо грядеши: памфлети / Микола Хвильовий. — Книгоспілка, 1925. — 62 с. [Архівовано 21 вересня 2018 у Wayback Machine.]
- Хвильовий М. Вибрані твори. Т. 1 / Микола Хвильовий. — Київ: Рух, 1932. — 360 с. [Архівовано 21 вересня 2018 у Wayback Machine.]
- Хвильовий М. Колонії, віли … / М. Хвильовий. — Харків: Книгоспілка, 1925. — 50 с. [Архівовано 7 серпня 2020 у Wayback Machine.]
- Хвильовий М. По Барвінківському району : з бльокноту кореспондента. – Харків: Державне видавництво України, 1930. – 61, [2] c. Електронна колекція "Репресована література". Електронна бібліотека "Україніка". Національна бібліотека України імені В. І. Вернадського.
- Хвильовий М. Майбутні шахтарі. – Харків; Одеса: Молодий більшовик: ДВОУ, 1931. – 65, [2] с. Електронна колекція "Репресована література". Електронна бібліотека "Україніка". Національна бібліотека України імені В. І. Вернадського
- Хвильовий М. З лябораторії : [оповідання]. – Харків: Література і мистецтво: ДВОУ, 1932. – 226, [2] c. Електронна колекція "Репресована література". Електронна бібліотека "Україніка". Національна бібліотека України імені В. І. Вернадського.

## Вшанування пам'яті
|                                                  |  |  |
| Пам'ятна монета НБУ присвячена Миколі Хвильовому |  |  |

У Харкові встановлено меморіальну дошку на місці будинку, де з 1923 р. по 1930 р. жив Микола Хвильовий. Нещодавно вулицю Маяковську перейменували на вулицю Миколи Хвильового.
У місті Тростянець Сумської області у 2003 році було встановлено меморіальну дошку на будинку, де з 1893 по 1904 рік він проживав.
У селі Колонтаїв Краснокутської селищної ради Богодухівського району Харківської області 13 травня 2021 року на фасаді Колонтаївського ліцею, де навчався в початковій школі Хвильовий, відкрито меморіальну дошку.
25 квітня 2024 року у місті Дергачі вулицю Пушкіна перейменували на вулицю Миколи Хвильового.
У травні 2016 року в місті Суми вулицю Заярного перейменували на вулицю Миколи Хвильового.
26 липня 2024 року вулицю Чернишевського в Миколаєві перейменовано на вулицю Миколи Хвильового[12]